# Andrea Sestini Hlaváčková

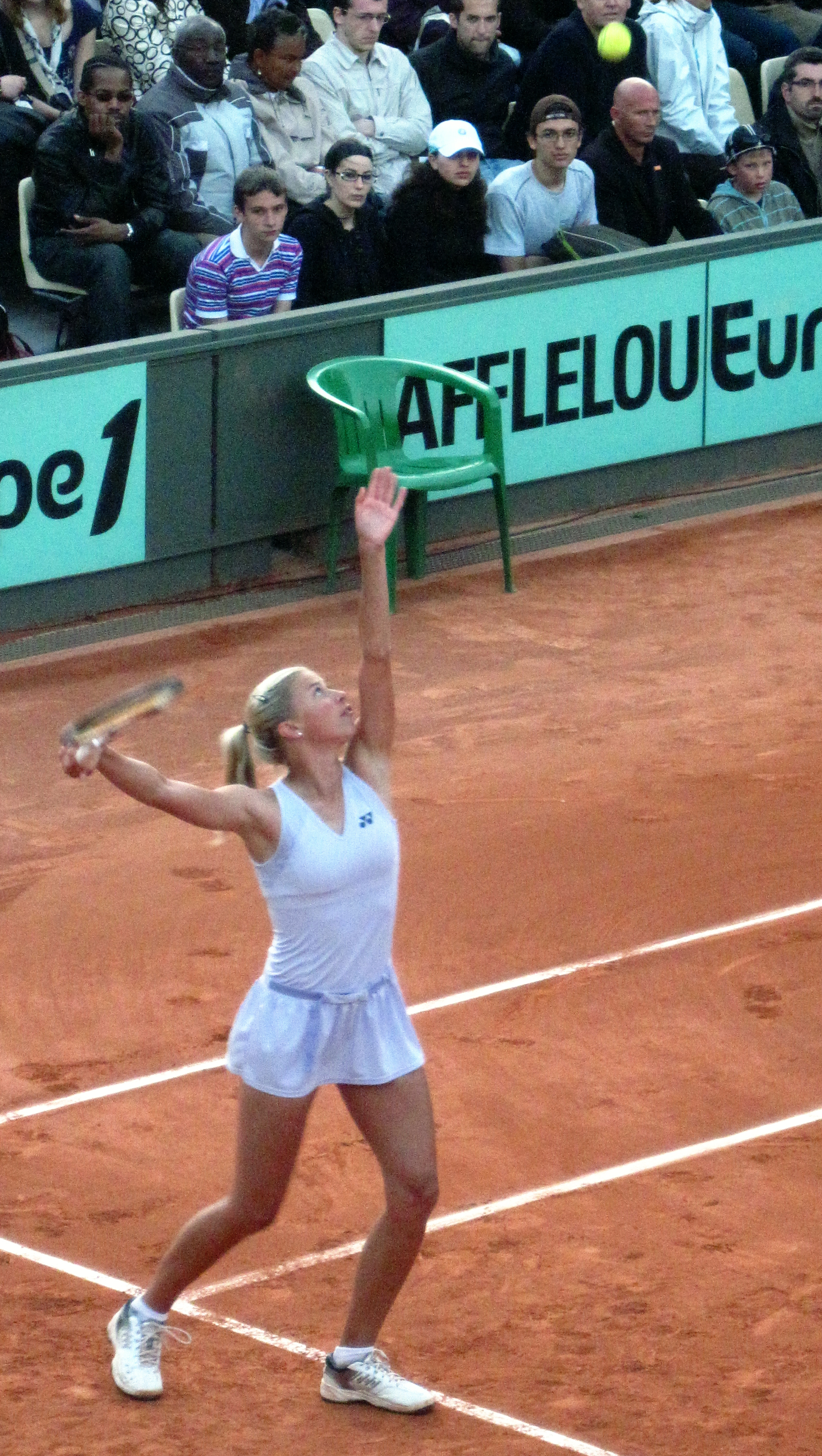
Hlaváčková na French Open 2009

Andrea Sestini Hlaváčková (rozená Hlaváčková, * 10. srpna 1986 Plzeň) je bývalá česká profesionální tenistka, deblová specialistka, která se na okruzích pohybovala v letech 2003–2022. Od listopadu 2018 do závěrečného turnaje na Livesport Prague Open 2022 byla již neaktivní. Na okruh ITF vstoupila v sezóně 2000 a profesionálkou se stala o čtyři roky později. Do sezóny 2011 strávila převážnou část kariéry na túře ITF, kde si v květnu 2006 připsala první titul ze španělského Tenerife. V této úrovni tenisu vyhrála osm turnajů ve dvouhře a dvacet šest ve čtyřhře. Na okruhu WTA pak získala dvacet sedm deblových titulů. Z jediného singlového finále v Bad Gasteinu 2013 odešla poražena.
S Lucií Hradeckou vyhrála čtyřhru French Open 2011 a US Open 2013. Již v roce 2012 se probojovaly do finále Wimbledonu, Letních olympijských her v Londýně, US Open a Turnaje mistryň. Na letní olympiádě 2016 v Riu de Janeiru pak prohrály zápas o bronz proti Strýcové se Šafářovou. Po boku Bělorusa Maxe Mirného získala trofej z mixu US Open 2013. Z bojů o titul ve čtyřhrách Australian Open 2016 a 2017 odešla jako poražená finalistka.
V páru s Maďarkou Tímeou Babosovou vyhrála pět turnajů. Půlroční spolupráci uzavřely premiérovým triumfem na Turnaji mistryň 2017 v Singapuru. V lednu a únoru 2018 se její partnerkou stala tchajwanská deblová světová jednička Latisha Chan a od Madrid Open 2018 hrála s Barborou Strýcovou.
Na žebříčku WTA byla ve dvouhře nejvýše klasifikována v září 2012 na 58. místě, ve čtyřhře pak v říjnu téhož roku na 3. místě. V roce 2003 se stala poslední juniorskou mistryní světa ve čtyřhře.
V českém fedcupovém týmu debutovala v roce 2012 ostravským utkáním semifinále Světové skupiny proti Itálii, v němž ve dvouhře podlehla Saře Erraniové a s Hradeckou vyhrála čtyřhru po skreči páru Sara Erraniová a Flavia Pennettaová. Stala se členkou vítězného týmu v letech 2012 a 2014. V soutěži nastoupila k pěti mezistátním utkáním s bilancí 0–1 ve dvouhře a 4–1 ve čtyřhře.

## Tenisová kariéra

### Začátky a první turnaje
S tenisem začala ve čtyřech letech v TK Slavia Plzeň, z něhož v roce 2010 přestoupila do TK Neridé Praha. Prvního turnaje v rámci okruhu ITF se zúčastnila již v roce 2000. Další dva turnaje odehrála v sezóně 2002, ovšem ani na nich si nepřipsala první výhru v kariéře.

### 2003
Sezónu 2003 zahájila porážkou na turnaji ITF v Ostravě. První výhru v kariéře si tak připsala až na chorvatském turnaji v Makarske, kde vypadla ve druhém kole. V říjnu poté postoupila do svého prvního finále v kariéře, a to na domácím turnaji v Plzni, ve kterém podlehla krajance Nicole Vaidišové. Do finále se dostala i ve čtyřhře, ve které s Terezou Szafnerovou porazily Lucii Kriegsmannovou a Pavlínu Šlitrovou.

### 2004
Rok 2004 zahájila několika prohrami v singlu. Ve čtyřhře se probojovala se sestrou Janou Hlaváčkovou do finále čtyřhry turnaje ITF ve španělské Eldě. Obě si finále zahrály i během října v mexickém Ciudad Juárez. V rámci dvouhry bylo nejlepším výsledkem srpnové čtvrtfinále v Mariboru.

### 2005
Sezónu 2005 odstartovala na turnajích ve Velké Británii, kde si připsala jedno čtvrtfinále. Na slovinském turnaji v Rogaške Slatině si poté zahrála semifinále singlu a finále deblu, které prohrála. Další semifinále přišlo na turnaji v indickém Bombaji. V květnu si poprvé v kariéře zahrála i turnaj okruhu WTA, když dostala divokou kartu na domácí ECM Prague Open, ve kterém vypadla v prvním kole, když podlehla páté nasazené Ivetě Benešové. Do konce roku si zahrála v rámci singlu finále v německém Horbu, a také semifinále v dalším německém městě Durmersheimu a polském Opole.

### 2006
Sezónu 2006 zahájila deblovým titulem z Jersey, který získala s Chorvatkou Mateou Mezakovou. V americkém Hammomndu poté nepřetavila ani třetí singlové finále k zisku titulu. To se jí podařilo až o měsíc a půl později ve španělské Tenerife, když porazila Moniqu Adamczakovou. Blízko finále byla také v Darmstadtu, kde ovšem vypadla v semifinále. V deblu si poté připsala čtyři tituly, když nejdříve triumfovala s Renatou Voráčovou ve Fontanafredde, a poté získala v závěru sezóny tři prvenství s Nikolou Frankovou, když zvítězily v Opole, Přerově a Valašském Meziříčí.

### 2007
Rok 2007 zahájila porážkou ve finále deblového turnaje v Tampě a také v Suttonu. V březnu naopak obě finále vyhrála, když triumfovala v Tenerife s Margit Rüütelovou 2–3 skreč, a poté v La Palmě s Petrou Cetkovskou. Druhý titul s Petrou Cetkovskou přidaly v Calvii, když vyhrály finále. Formu potvrdily i ziskem premiérového titulu WTA, a to na domácí turnaji v Praze, když zvítězily ve finále. V rámci singlu se probojovala kvalifikací, aby v prvním kole porazila Jill Craybasovou. V kole druhém podlehla Dominice Cibulkové. Neúspěšným pokusem poté skončila kvalifikace na French Open i US Open . Ve čtyřhře si do konce sezóny připsala ještě dva tituly s Lucií Hradeckou, když zvítězily v Jersey a ve Valašském Meziříčí.

### 2008
Rok 2008 odstartovala na turnaji v Belfortu, kde došla do semifinále dvouhry. Společně s Lucií Hradeckou zde získala titul ze čtyřhry. Další zastávkou byl britský Sutton, kde si zahrála hned dvě finále. Singlové prohrála s Johannou Larssonovou a deblové vyhrála s Hradeckou. Na domácím turnaji ECM Prague Open se jí nepodařilo projít kvalifikací, když v posledním kole padla s bývalou osmou hráčkou světa Alicii Molikovou. V rámci čtyřhry slavila po boku Hradecké druhý titul z okruhu WTA, když ve finále přemohly pár Jill Craybasová a Michaëlla Krajiceková. Třetí titul z okruhu WTA přidala v rakouském Bad Gasteinu, kde triumfovala opět s Hradeckou nad párem Sesil Karatančevová a Nataša Zorićová. Do konce roku vybojovala ještě jeden deblový titul, tentokrát z turnaje ITF v Bratislavě.

### 2009
Sezónu 2009 zahájila na Australian Open, kde se představila spolu s Lucií Hradeckou v ženské čtyřhře. V prvním kole porazily pár Jekatěrina Dzegalevičová a Vladimíra Uhlířová. V kole druhém podlehly šestnáctému nasazenému páru Pcheng Šuaj a Sie Šu-wej. Následně si spolu zahrály semifinále v Barceloně, a také ve Štrasburku. Na French Open podlehly v prvním kole pátým nasazeným sestrám Sereně a Venus Williamsovým. Ve stejné fázi turnaje skončily i ve Wimbledonu, kde nestačily na druhý nasazený pár Anabel Medinaová Garriguesová a Virginia Ruanová Pascualová. Do konce roku si přispaly titul z Bad Gasteinu, a také semifinále v Praze a Linci. V rámci singlu získala jeden titul na turnaji ITF v německém Bad Saulgau po výhře nad Anou Jovanovićovou.

### 2010
Sezónu 2010 začala na turnaji v Brisbane, kde v rámci singlu neprošla kvalifikací, ale po boku Hradecké získala titul ve čtyřhře, když porazily ve finále pár Melinda Czinková a Arantxa Parraová Santonjaová. Na Australian Open opět neprošla kvalifikací, když v jejím druhém kole nestačila na Angelique Kerberovou. Společně s Lucií Hradeckou došly do třetího kola ženské čtyřhry, ve kterém podlehly sestrám Sereně a Venus Williamsovým. Po australských turnajích se přesunula na turnaj ITF do Suttonu, kde získala třetí titul v kariéře, když porazila Mallory Cecilovou.
Na turnaji v Acapulcu a Ponte Vedra Beach vypadla s Hradeckou v semifinále. Následně v italské Brescii útočila na čtvrtý titul z okruhu ITF, a to neúspěšně, když padla s Cavadayovou. Na French Open si hlavní soutěž nezahrála, když vypadla ve druhém kole kvalifikace s Xeniji Pervakovou. V rámci ženské čtyřhry došly s Lucií Hradeckou do třetího kola, ve kterém znovu prohrály se sestrami Serenou a Venus Williamsovými.
Poprvé si hlavní soutěž ve dvouhře na grandslamu zahrála ve Wimbledonu 2010, kde prošla kvalifikací a v prvním kole poté porazila i Noppawanu Lertcheewakarnovou. V kole druhém ovšem podlehla pozdější finalistce Věře Zvonarevové. V rámci ženské čtyřhry došly s Lucií Hradeckou do druhého kola, ve kterém podlehly českému páru Iveta Benešová a Barbora Záhlavová-Strýcová. Následně se objevila na domácím turnaji v Praze, kde v prvním kole vypadla se Záhlavovou-Strýcovou.
V poslední čtvrtině sezóny si zahrála čtyři finále na turnajích ITF. Nejprve se jí podařilo triumfovat v Les Contamines a týden na to i ve španělském Vigo. Neúspěšně si poté na přelomu října a listopadu počínala v tureckém Istanbulu a německém Ismaningu. Na US Open nenavázala na úspěch z Wimbledonu a v kvalifikaci skončila již v prvním kole na raketě Julie Boserupové. S Lucií Hradeckou vypadly v prvním kole ženské čtyřhry s párem Daniela Hantuchová a Caroline Wozniacká. Sezónu ukončila deblovým titulem v Barnstaple, který získala s Michaëllou Krajicekovou.

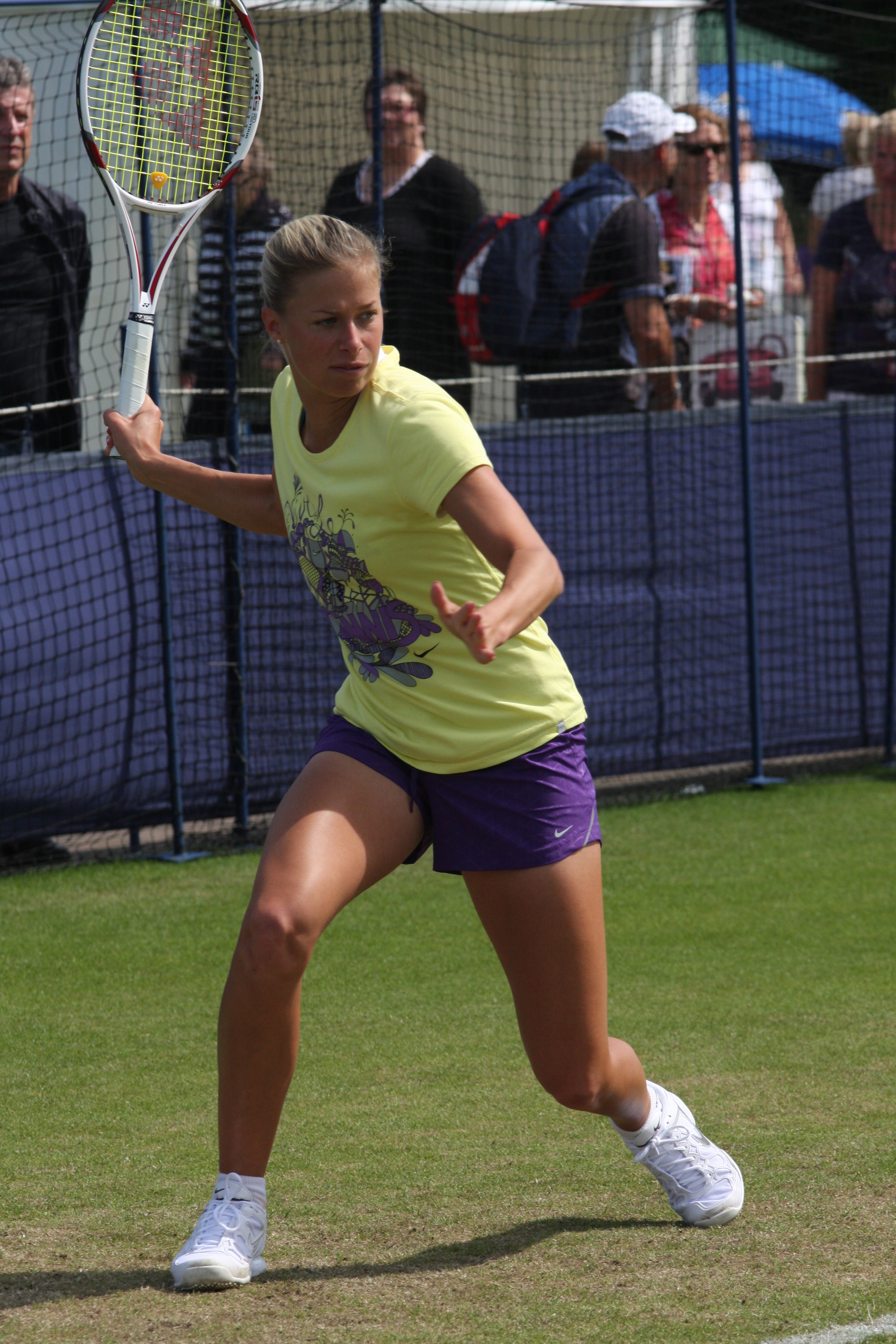
Trénink na AEGON International 2011

### 2011
Sezónu 2011 zahájila na turnaji v Brisbane, do kterého z kvalifikace nepronikla, jelikož podlehla Alison Riskeové. Společně s Lucií Hradeckou vypadly ve čtvrtfinále deblu, když nestačily na turnajové jedničky. Druhou zastávkou byl turnaj v Sydney, do kterého opět z kvalifikace neprošla, tentokrát prohrála v jejím závěrečném kole s Virginii Razzanovou. Společně s Lucií Hradeckou vypadly v prvním kole. Na Australian Open 2011 si podruhé v kariéře zahrála hlavní soutěž dvouhry a stejně jako ve Wimbledonu 2010 zvládla první kolo, když porazila Patricii Mayrovou-Achleitnerovou. V kole druhém poté nestačila na osmou nasazenou Viktorii Azarenkovou. V rámci ženské čtyřhry došly s Lucií Hradeckou do druhého kola, ve kterém nestačily na turnajové dvojky Peschkeovou a Srebotnikovou.
Následně vypadla na turnajích v Memphisu, Monterrey, Charlestonu a Fesu v prvním kole. V rámci deblu ovšem došla s Lucií Hradeckou v Memphisu do finále, ve kterém prohrály s párem Olga Govorcovová a Alla Kudrjavcevová. S Renatou Voráčovou naopak finále v marockém Fesu zvládly, když porazily pár Nina Bratčikovová a Sandra Klemenschitsová.

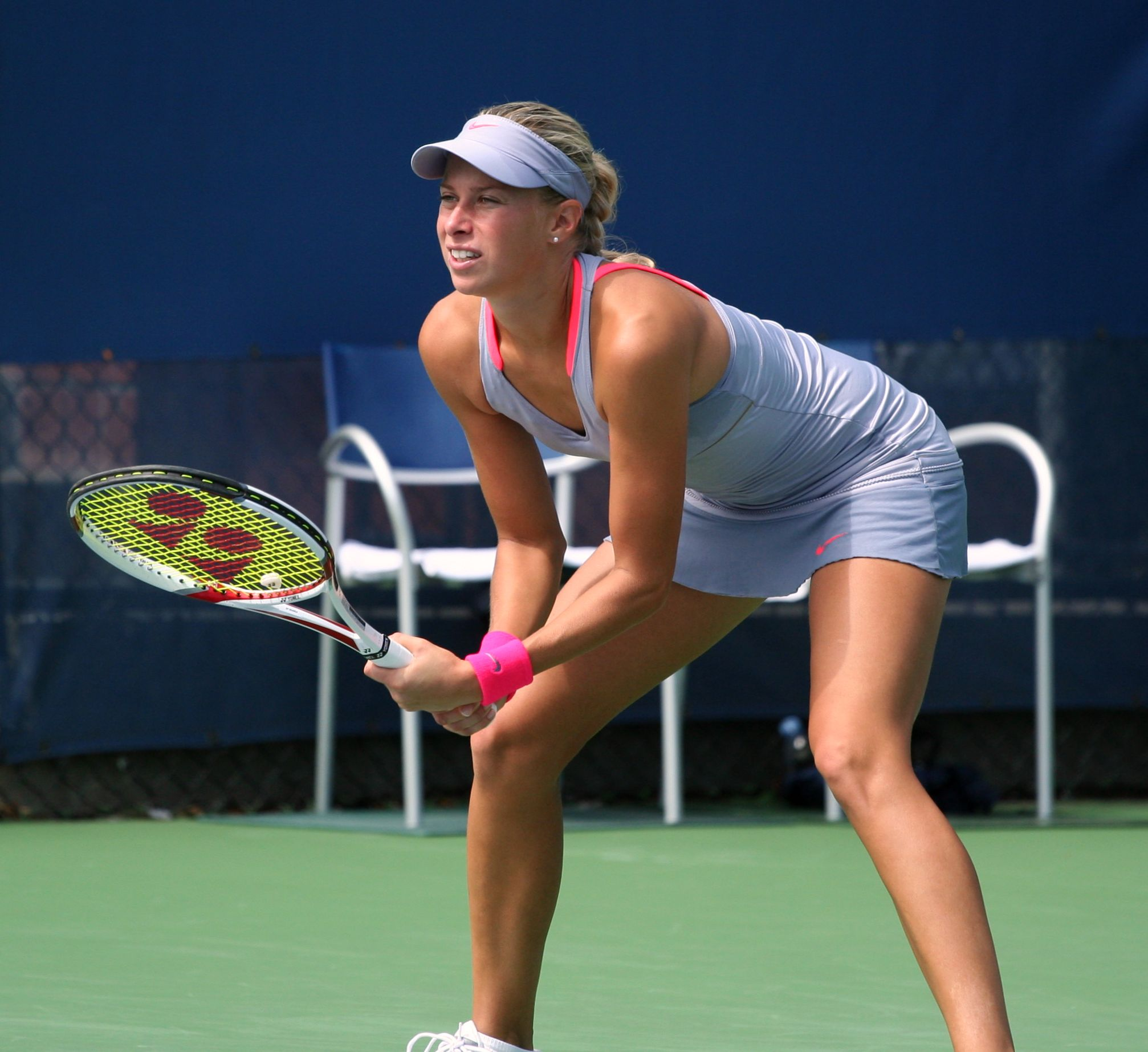
Hlaváčová na US Open 2011

Po zisku šestého titulu ve čtyřhře mohla přidat další i v singlu, jelikož se probojovala na turnaji ITF v Chiassu do finále, které ovšem prohrála s Mónicou Puigovou. Sedmý deblový titul přidala na turnaji v Bruselu, když s Galinou Voskobojevovou porazily ve finále pár Klaudia Jansová-Ignaciková a Alicja Rosolská.
Na French Open 2011 si společně s Lucií Hradeckou došly až pro premiérový grandslamový titul. Turnajem prošly bez ztráty setu, když v prvním kole porazily osmý nasazený pár Iveta Benešová a Barbora Záhlavová-Strýcová. Ve druhém kole poté pár Alla Kudrjavcevová a Jasmin Wöhrová. Třetí kolo znamenalo konec pro pár Alexandra Dulgheruová a Magdaléna Rybáriková. Turnajové dvojky Květa Peschkeová a Katarina Srebotniková pocítily odplatu za Australian Open ve čtvrtfinále. Třetí nasazený pár Vania Kingová a Jaroslava Švedovová skončil těsně před finálovým zápasem. A ve finále se musely s porážkou vyrovnat sedmé nasazené Sania Mirzaová a Jelena Vesninová. V rámci dvouhry vypadla pak v prvním kole s Viktorii Azarenkovou.

### 2012
V celé sezóně pokračovala v páru s krajankou Lucií Hradeckou, s níž vyhrála celkově čtyři tituly, čtyřikrát odešla z finále poražena, a to včetně dvou grandslamů a letních olympijských her. Před Turnajem mistryň dvojice vyhrála všechny tři halové turnaje, do nichž v roce nastoupila. Na konci října dosáhla na své žebříčkové maximum ve čtyřhře, když figurovala na třetí příčce.
Premiérový titul s Hradeckou získala na zahajovacím lednovém turnaji sezóny ASB Classic hraném v Aucklandu, když ve finále zdolaly německo-italskou dvojici Julia Görgesová a Flavia Pennettaová. Na Australian Open došly do semifinále, v němž podlehly Italkám Eraniové s Vinciovou, kterým porážku oplatily v Indian Wells, kde se probojovaly také mezi poslední čtyři páry. Na konci února přidaly na americkém Memphis International druhou trofej poté, co si v boji o titul poradily s ruskými hráčkami Věra Duševinovou a Olgou Govorcovovou.
V dubnu 2012 byla poprvé nominována do českého fedcupového týmu pro semifinále Světové skupiny s Itálií hrané ve dnech 21. až 22. dubna v ostravské ČEZ Aréně. Za rozhodnutého stavu 3–0 pro Češky nastoupila do dvouhry, ve které podlehla Sáře Erraniové a následně si s Lucií Hradeckou připsala první výhru, když Pennettaová s Erraniovou skrečovaly v úvodním setu utkání čtyřhry. Český tým tak podruhé v řadě postoupil do finále.

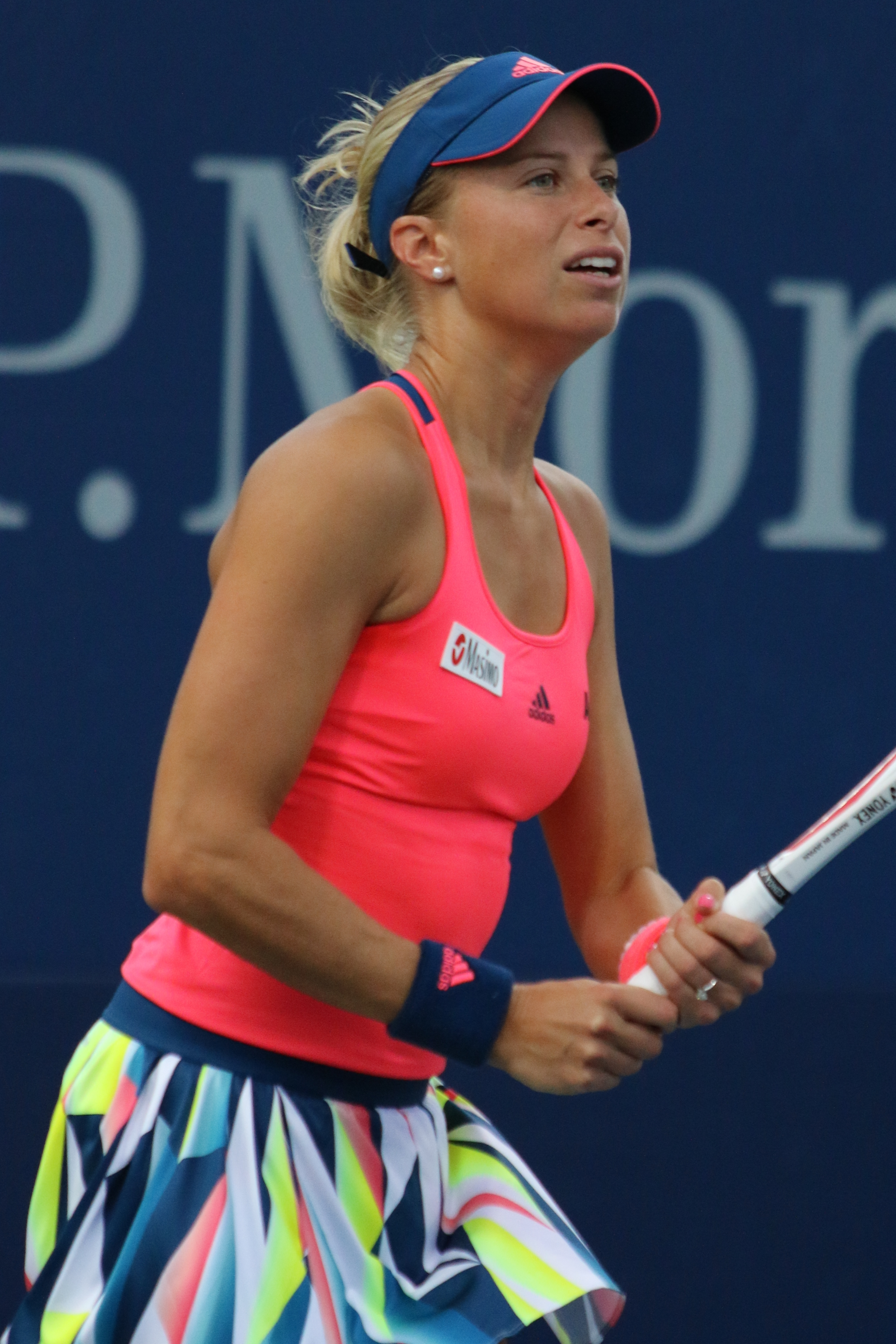
Během US Open 2016

V následující fázi sezóny neprošly do finále až do začátku letní části hrané na trávě. Červencovou účastí ve finále Wimbledonu však nastartovaly sérii pěti finálových účastí v řadě. Na dvorcích All England Clubu nestačily v boji o titul na americké sestry Serenu a Venus Williamsovy. O měsíc později se na wimbledonský pažit vrátily londýnským olympijským turnajem. V posledním utkání soutěže opět podlehly sestrám Williamsovým po dvousetovém průběhu a získaly stříbrné medaile. Nejprestižnější titul sezóny si připsaly na cincinnatském Western & Southern Open, když si ve finále poradily se slovinsko-čínským párem Katarina Srebotniková a Čeng Ťie ve dvou sadách. Po turnaji se posunula na své maximum v klasifikaci WTA, když jí 20. srpna patřilo 6. místo a po třetím kole ve dvouhře také 81. pozice v singlu. Následující týden se probojovaly do finále New Haven Open at Yale, kde jim vrátily olympijskou semifinálovou porážku světové jedničky Liezel Huberová ä Lisa Raymondová.
Druhé grandslamové finále roku si zahrály na newyorském US Open, z něhož odešly poraženy od italské dvojice Sara Erraniová a Roberta Vinciová. Jednalo se o vůbec první prohru Češek s tímto párem na okruhu. Nejlepšího výsledku v grandslamové dvouhře dosáhla v newyorské dvouhře, kde po výhře nad čtrnáctou nasazenou Marií Kirilenkovou postoupila do osmifinále. V něm neuhrála ani jednu hru na Američanku Serenu Williamsovou. V následné singlové klasifikaci jí patřilo 58. místo.
Čtvrtý titul pak zaznamenaly v polovině října na lucemburském BGL Luxembourg Open, kde v boji o titul přehrály rumunský pár Irina-Camelia Beguová a Monica Niculescuová. Celoroční výsledky páru zajistily premiérový postup z druhého místa na Turnaj mistryň, kde po výhře nad americkými obhájkyněmi titulu Huberovou s Raymondovou podlehly ruskému páru Maria Kirilenková a Naděžda Petrovová.
V závěru sezóny vyhrála s českým týmem Fed Cup, přestože do čtyřhry ve finále proti Srbsku nenastoupila.

## Soukromý život
Pochází z pivovarnické rodiny. Její praprapraděd František i prapraděd František působili na různých funkcích v pivovarnictví. Praděd František Hlaváček i děd Ivo Hlaváček byli řediteli Plzeňského pivovaru, otec Jan Hlaváček v něm pracoval jako vrchní sládek. V červenci 2017 se po osmiletém vztahu provdala v Dýšině za italského tour manažera okruhu WTA, zástupce vedoucího úseku pro styk s turnaji, a bývalého tenistu Fabrizia Sestiniho, jenž deset let působil také jako manažer okruhu ATP Tour. Sňatkem přijala manželovo příjmení a od sezóny 2018 začala nastupovat pod dvojitým příjmením Sestini-Hlaváčková. Na začátku února 2019 oznámila, že je těhotná a přerušila kariéru. V srpnu 2019 se do manželství narodila dcera Isabella a v únoru 2024 druhá dcera Bea.
V rámci své tenisové kariéry nejvýše hodnotila zisk stříbrné olympijské medaile ve čtyřhře LOH 2012.
Pro televizní stanice ČT sport, BBC a Nova Sport opakovaně komentovala tenis. V roce 2021 se stala moderátorkou rozhlasové stanice Radiožurnál Sport. V roce 2021 se zúčastnila  jedenácté řady soutěže StarDance …když hvězdy tančí, v níž obsadila šesté místo. Jejími tanečními partnery byli Michal a Jakub Necpálovi (Jakub třikrát za Michala zaskakoval).
Starší sestra, právnička Jana Hlaváčková, hrála na okruhu ITF; v letech 2010–2013 byla vdaná za moderátora Libora Boučka.

## Finále na Grand Slamu

### Ženská čtyřhra: 6 (2–4)
| Stav       | č. | rok  | turnaj          | spoluhráčka    | soupeřky ve finále                         | výsledek           |
| ---------- | -- | ---- | --------------- | -------------- | ------------------------------------------ | ------------------ |
| Vítězka    | 1. | 2011 | French Open     | Lucie Hradecká | Sania Mirzaová Jelena Vesninová            | 6–4, 6–3           |
| Finalistka | 1. | 2012 | Wimbledon       | Lucie Hradecká | Serena Williamsová Venus Williamsová       | 5–7, 4–6           |
| Finalistka | 2. | 2012 | US Open         | Lucie Hradecká | Sara Erraniová Roberta Vinciová            | 4–6, 2–6           |
| Vítězka    | 2. | 2013 | US Open         | Lucie Hradecká | Ashleigh Bartyová Casey Dellacquová        | 6–7, 6–1, 6–4      |
| Finalistka | 3. | 2016 | Australian Open | Lucie Hradecká | Martina Hingisová Sania Mirzaová           | 6–7(1–7), 3–6      |
| Finalistka | 4. | 2017 | Australian Open | Pcheng Šuaj    | Bethanie Matteková-Sandsová Lucie Šafářová | 7–6(7–4), 3–6, 3–6 |

### Smíšená čtyřhra: 1 (1–0)
| Stav    | č. | rok  | turnaj  | spoluhráč  | soupeři ve finále                   | výsledek |
| ------- | -- | ---- | ------- | ---------- | ----------------------------------- | -------- |
| Vítězka | 1. | 2013 | US Open | Max Mirnyj | Santiago González Abigail Spearsová | 7–6, 6–3 |

## Zápasy o olympijské medaile

### Ženská čtyřhra: 2 (0–2)
| Stav     | datum          | turnaj                     | povrch | spoluhráčka    | soupeřky v zápase o medaili          | výsledek |
| -------- | -------------- | -------------------------- | ------ | -------------- | ------------------------------------ | -------- |
| Stříbro  | 5. srpna 2012  | Londýn, Spojené království | tráva  | Lucie Hradecká | Serena Williamsová Venus Williamsová | 4–6, 4–6 |
| 4. místo | 13. srpna 2016 | Rio de Janeiro, Brazílie   | tvrdý  | Lucie Hradecká | Barbora Strýcová Lucie Šafářová      | 5–7, 1–6 |

## Finále na Turnaji mistryň

### Ženská čtyřhra: 2 (1–1)
| Stav       | č. | rok  | turnaj            | povrch    | spoluhráčka    | soupeřky ve finále                  | výsledek         |
| ---------- | -- | ---- | ----------------- | --------- | -------------- | ----------------------------------- | ---------------- |
| Finalistka | 1. | 2012 | Istanbul, Turecko | tvrdý (h) | Lucie Hradecká | Maria Kirilenková Naděžda Petrovová | 1–6, 4–6         |
| Vítězka    | 1. | 2017 | Singapur          | tvrdý (h) | Tímea Babosová | Kiki Bertensová Johanna Larssonová  | 4–6, 6–4, [10–5] |

## Finále na okruhu WTA Tour

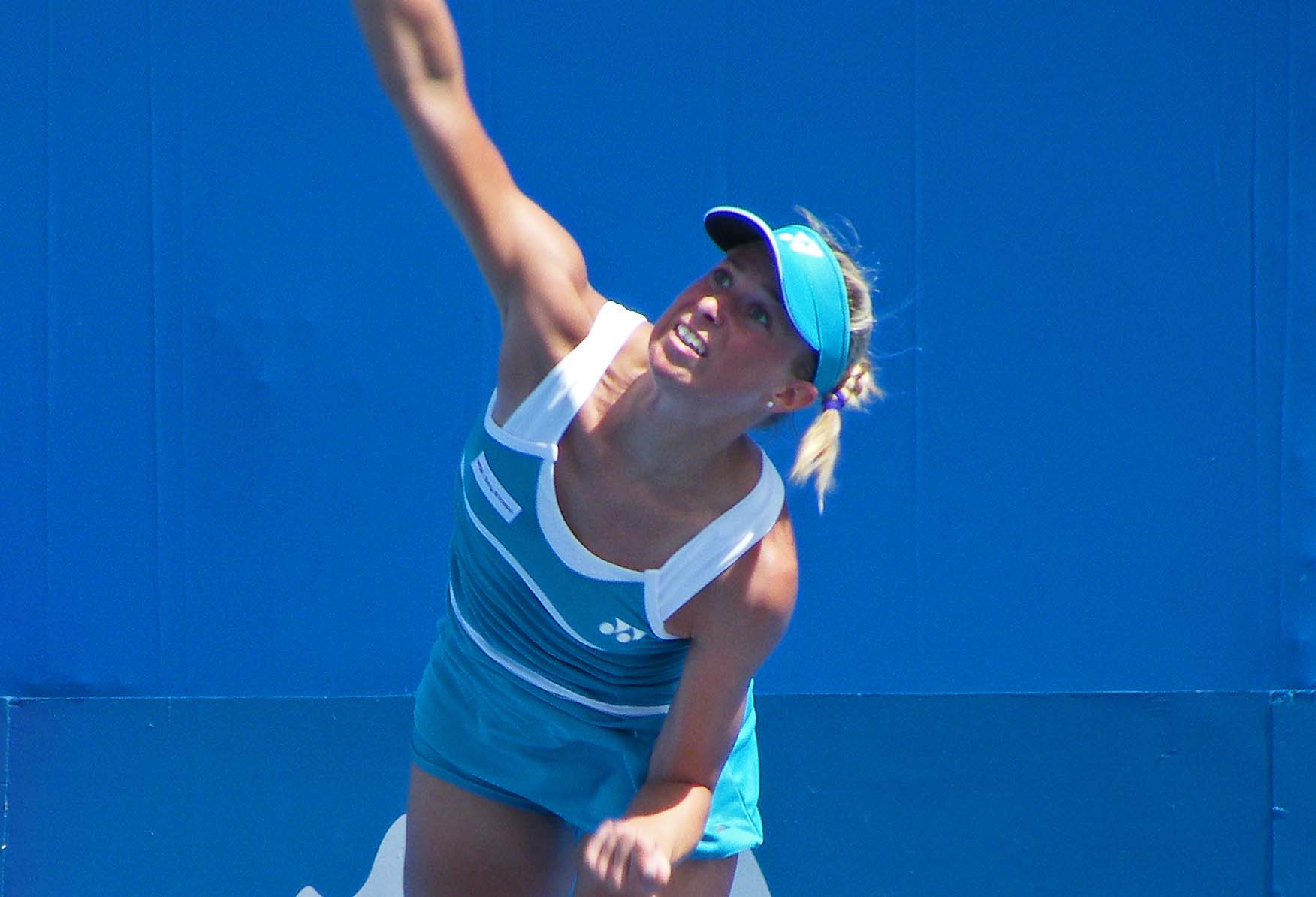
Hlaváčková na Brisbane International 2011

| Legenda                                          |
| ------------------------------------------------ |
| D – dvouhra; Č – čtyřhra                         |
| Grand Slam (2–4 Č)                               |
| Letní olympijské hry (0–1 Č)                     |
| Turnaj mistryň (1–1 Č)                           |
| Tier I / Premier Mandatory & Premier 5 (3–5 Č)   |
| Tier II / Premier (4–5 Č)                        |
| Tier III, IV & V / International (0–1 D; 17–7 Č) |

### Dvouhra: 1 (0–1)
| Stav       | č. | datum             | turnaj                | povrch | soupeřka ve finále   | výsledek |
| ---------- | -- | ----------------- | --------------------- | ------ | -------------------- | -------- |
| Finalistka | 1. | 21. července 2013 | Bad Gastein, Rakousko | antuka | Yvonne Meusburgerová | 5–7, 2–6 |

### Čtyřhra: 49 (27–22)
| Stav       | č.  | datum             | turnaj                                | povrch          | spoluhráčka            | soupeřky ve finále                             | výsledek               |
| ---------- | --- | ----------------- | ------------------------------------- | --------------- | ---------------------- | ---------------------------------------------- | ---------------------- |
| Vítězka    | 1.  | 13. května 2007   | Praha, Česko                          | antuka          | Petra Cetkovská        | Sun Šeng-nan Ťi Čchun-mej                      | 7–6(7), 6–2            |
| Vítězka    | 2.  | 4. května 2008    | Praha, Česko                          | antuka          | Lucie Hradecká         | Jill Craybasová Michaëlla Krajiceková          | 1–6, 6–3, [10–6]       |
| Vítězka    | 3.  | 20. července 2008 | Bad Gastein, Rakousko                 | antuka          | Lucie Hradecká         | Sesil Karatančevová Nataša Zoričová            | 6–3, 6–3               |
| Vítězka    | 4.  | 26. července 2009 | Bad Gastein, Rakousko                 | antuka          | Lucie Hradecká         | Andrea Petkovicová Tatjana Maleková            | 6–2, 6–4               |
| Vítězka    | 5.  | 9. ledna 2010     | Brisbane, Austrálie                   | tvrdý           | Lucie Hradecká         | Melinda Czinková A. Parra Santonjaová          | 2–6, 7–6(3), [10–4]    |
| Finalistka | 1.  | 19. února 2011    | Memphis, Spojené státy                | tvrdý (h)       | Lucie Hradecká         | Olga Govorcovová Alla Kudrjavcevová            | 3–6, 6–4, [8–10]       |
| Vítězka    | 6.  | 24. dubna 2011    | Fes, Maroko                           | antuka          | Renata Voráčová        | Nina Bratčikovová Sandra Klemenschitsová       | 6–3, 6–4               |
| Vítězka    | 7.  | 21. května 2011   | Brusel, Belgie                        | antuka          | Galina Voskobojevová   | Klaudia Jansová Alicja Rosolská                | 3–6, 6–0, [10–5]       |
| Vítězka    | 8.  | 3. června 2011    | French Open, Paříž, Francie           | antuka          | Lucie Hradecká         | Sania Mirzaová Jelena Vesninová                | 6–4, 6–3               |
| Finalistka | 2.  | 16. července 2011 | Palermo, Itálie                       | antuka          | Klára Zakopalová       | Sara Erraniová Roberta Vinciová                | 5–7, 1–6               |
| Vítězka    | 9.  | 7. ledna 2012     | Auckland, Nový Zéland                 | tvrdý           | Lucie Hradecká         | Flavia Pennettaová Julia Görgesová             | (2)6–7, 6–2, [10–7]    |
| Vítězka    | 10. | 25. února 2012    | Memphis, Spojené státy                | tvrdý (h)       | Lucie Hradecká         | Věra Duševinová Olga Govorcovová               | 6–3, 6–4               |
| Finalistka | 3.  | 7. července 2012  | Wimbledon, Londýn, Spojené království | tráva           | Lucie Hradecká         | Serena Williamsová Venus Williamsová           | 5–7, 4–6               |
| Finalistka | 4.  | 5. srpna 2012     | LOH – Londýn, Spojené království      | tráva           | Lucie Hradecká         | Serena Williamsová Venus Williamsová           | 4–6, 4–6               |
| Vítězka    | 11. | 19. srpna 2012    | Cincinnati, Spojené státy             | tvrdý           | Lucie Hradecká         | Katarina Srebotniková Čeng Ťie                 | 6–1, 6–3               |
| Finalistka | 5.  | 25. srpna 2012    | New Haven, Spojené státy              | tvrdý           | Lucie Hradecká         | Liezel Huberová Lisa Raymondová                | 6–4, 0–6, [4–10]       |
| Finalistka | 6.  | 9. září 2012      | US Open, New York, Spojené státy      | tvrdý           | Lucie Hradecká         | Sara Erraniová Roberta Vinciová                | 4–6, 2–6               |
| Vítězka    | 12. | 21. října 2012    | Lucemburk, Lucembursko                | tvrdý (h)       | Lucie Hradecká         | Irina-Camelia Beguová Monica Niculescuová      | 6–3, 6–4               |
| Finalistka | 7.  | 28. října 2012    | Turnaj mistryň, Istanbul, Turecko     | tvrdý (h)       | Lucie Hradecká         | Maria Kirilenková Naděžda Petrovová            | 1–6, 4–6               |
| Finalistka | 8.  | 3. února 2013     | Paříž, Francie                        | tvrdý (h)       | Liezel Huberová        | Roberta Vinciová Sara Erraniová                | 1–6, 1–6               |
| Finalistka | 9.  | 7. dubna 2013     | Charleston, Spojené státy             | antuka (zelená) | Liezel Huberová        | Kristina Mladenovicová Lucie Šafářová          | 3–6, (6)6–7            |
| Vítězka    | 13. | 14. července 2013 | Budapešť, Maďarsko                    | antuka          | Lucie Hradecká         | Nina Bratčikovová Anna Tatišviliová            | 6–4, 6–1               |
| Vítězka    | 14. | 7. září 2013      | US Open, New York, Spojené státy      | tvrdý           | Lucie Hradecká         | Ashleigh Bartyová Casey Dellacquová            | 6–7, 6–1, 6–4          |
| Finalistka | 10. | 15. září 2013     | Québec, Kanada                        | koberec (h)     | Lucie Hradecká         | Alla Kudrjavcevová Anastasia Rodionovová       | 4–6, 3–6               |
| Finalistka | 11. | 14. září 2014     | Québec, Kanada                        | koberec (h)     | Julia Görgesová        | Lucie Hradecká Mirjana Lučić Baroni            | 3–6, 6–7(8–10)         |
| Vítězka    | 15. | 4. října 2014     | Peking, Čína                          | tvrdý           | Pcheng Šuaj            | Cara Blacková Sania Mirzaová                   | 6–4, 6–4               |
| Finalistka | 12. | 28. února 2015    | Acapulco, Brazílie                    | tvrdý           | Lucie Hradecká         | Lara Arruabarrenová María Teresa Torró Florová | 6–7(2–7), 7–5, [11–13] |
| Finalistka | 13. | 21. června 2015   | Birmingham, Spojené království        | tráva           | Lucie Hradecká         | Garbiñe Muguruzaová Carla Suárezová Navarrová  | 4–6, 4–6               |
| Finalistka | 14. | 19. října 2015    | Linec, Rakousko                       | tvrdý (h)       | Lucie Hradecká         | Raquel Kops-Jonesová Abigail Spearsová         | 3–6, 5–7               |
| Finalistka | 15. | 29. ledna 2016    | Australian Open, Melbourne, Austrálie | tvrdý           | Lucie Hradecká         | Martina Hingisová Sania Mirzaová               | 6–7(1–7), 3–6          |
| Vítězka    | 16. | 29. dubna 2016    | Praha, Česko                          | antuka          | Margarita Gasparjanová | María Irigoyenová Paula Kaniová                | 6–4, 6–2               |
| Vítězka    | 17. | 12. června 2016   | Nottingham, Spojené království        | tráva           | Pcheng Šuaj            | Gabriela Dabrowská Jang Čao-süan               | 7–5, 3–6, [10–7]       |
| Vítězka    | 18. | 18. září 2016     | Québec, Kanada                        | koberec (h)     | Lucie Hradecká         | Alla Kudrjavcevová Alexandra Panovová          | 7–6(7–2),7–6(7–2)      |
| Vítězka    | 19. | 21. října 2016    | Moskva, Rusko                         | tvrdý (h)       | Lucie Hradecká         | Darja Gavrilovová Darja Kasatkinová            | 4–6, 6–0, [10–7]       |
| Vítězka    | 20. | 7. ledna 2017     | Šen-čen, Čína                         | tvrdý           | Pcheng Šuaj            | Ioana Raluca Olaruová Olga Savčuková           | 6–1, 7–5               |
| Finalistka | 16. | 27. ledna 2017    | Australian Open, Melbourne, Austrálie | tvrdý           | Pcheng Šuaj            | Bethanie Matteková-Sandsová Lucie Šafářová     | 7–6(7–4), 3–6, 3–6     |
| Finalistka | 17. | 26. února 2017    | Dubaj, Spojené arabské emiráty        | tvrdý           | Pcheng Šuaj            | Jekatěrina Makarovová Jelena Vesninová         | 6–2, 4–6, [10–7]       |
| Vítězka    | 21. | 5. května 2017    | Rabat, Maroko                         | antuka          | Tímea Babosová         | Nina Stojanovićová Maryna Zanevská             | 2–6, 6–3, [10-5]       |
| Finalistka | 18. | 13. května 2017   | Madrid, Španělsko                     | antuka          | Tímea Babosová         | Čan Jung-žan Martina Hingisová                 | 4–6, 3–6               |
| Vítězka    | 22. | 17. září 2017     | Québec, Kanada                        | koberec (h)     | Tímea Babosová         | Bianca Andreescuová Carson Branstineová        | 6–3, 6–1               |
| Vítězka    | 23. | 30. září 2017     | Taškent, Uzbekistán                   | tvrdý           | Tímea Babosová         | Nao Hibinová Oxana Kalašnikovová               | 7–5, 6–4               |
| Finalistka | 19. | 8. října 2017     | Peking, Čína                          | tvrdý           | Tímea Babosová         | Čan Jung-žan Martina Hingisová                 | 1–6, 4–6               |
| Vítězka    | 24. | 20. října 2017    | Moskva, Rusko                         | tvrdý (h)       | Tímea Babosová         | Nicole Melicharová Anna Smithová               | 6–2, 3–6, [10–3]       |
| Vítězka    | 25. | 29. října 2017    | Turnaj mistryň, Singapur              | tvrdý (h)       | Tímea Babosová         | Kiki Bertensová Johanna Larssonová             | 4–6, 6–4, [10–5]       |
| Finalistka | 20. | 20. května 2018   | Řím, Itálie                           | antuka          | Barbora Strýcová       | Ashleigh Bartyová Demi Schuursová              | 3–6, 4–6               |
| Vítězka    | 26. | 25. srpna 2018    | New Haven, Spojené státy              | tvrdý           | Barbora Strýcová       | Sie Šu-wej Laura Siegemundová                  | 6–4, 6–7(7–9), [10–4]  |
| Finalistka | 21. | 23. září 2018     | Tokio, Japonsko                       | tvrdý (h)       | Barbora Strýcová       | Miju Katová Makoto Ninomijová                  | 4–6, 4–6               |
| Finalistka | 22. | 29. září 2018     | Wu-chan, Čína                         | tvrdý           | Barbora Strýcová       | Elise Mertensová Demi Schuursová               | 3–6, 3–6               |
| Vítězka    | 27. | 7. října 2018     | Peking, Čína                          | tvrdý           | Barbora Strýcová       | Gabriela Dabrowská Sü I-fan                    | 4–6, 6–4, [10–8]       |

## Finále soutěží družstev: 2 (2–0)
| Stav    | Č. | Datum                | Soutěž               | Povrch    | Spoluhráčky                                 | Soupeřky ve finále                                                        | Výsledek |
| ------- | -- | -------------------- | -------------------- | --------- | ------------------------------------------- | ------------------------------------------------------------------------- | -------- |
| Vítězka | 1. | 3.–4. listopadu 2012 | Fed Cup Praha, Česko | tvrdý (h) | Petra Kvitová Lucie Šafářová Lucie Hradecká | Ana Ivanovičová Jelena Jankovičová Bojana Jovanovská Aleksandra Kruničová | 3–1      |
| Vítězka | 2. | 8.–9. listopadu 2014 | Fed Cup Praha, Česko | tvrdý (h) | Petra Kvitová Lucie Šafářová Lucie Hradecká | Angelique Kerberová Andrea Petkovicová Sabine Lisická Julia Görgesová     | 3–1      |

## Finále na okruhu ITF
| Dotace turnajů okruhu ITF | Dotace turnajů okruhu ITF |
| ------------------------- | ------------------------- |
| 100 000 $ tournaments     | 80 000 $ tournaments      |
| 75 000 $ tournaments      | 60 000 $ tournaments      |
| 50 000 $ tournaments      | 25 000 $ tournaments      |
| 15 000 $ tournaments      | 10 000 $ tournaments      |

### Dvouhra 17 (8–9)
| Stav       | č. | datum             | turnaj                           | povrch    | soupeřka ve finále    | výsledek         |
| ---------- | -- | ----------------- | -------------------------------- | --------- | --------------------- | ---------------- |
| Finalistka | 1. | 18. října 2003    | Plzeň, Česko                     | tvrdý (h) | Nicole Vaidišová      | (5)6–7, 4–6      |
| Finalistka | 2. | 30. července 2005 | Horb, Německo                    | antuka    | Kristina Barroisová   | 5–7, 3–6         |
| Finalistka | 3. | 1. dubna 2006     | Hammond, Spojené státy           | tvrdý     | Olga Pučkovová        | 3–6, 4–6         |
| Vítězka    | 1. | 20. května 2006   | Tenerife, Španělsko              | tvrdý     | Monique Adamczaková   | 3–6, 6–3, 6–3    |
| Finalistka | 4. | 9. února 2008     | Sutton, Spojené království       | tvrdý (h) | Johanna Larssonová    | 5–7, 0–6         |
| Finalistka | 5. | 13. června 2009   | Štětín, Polsko                   | antuka    | Stephanie Gehrleinová | 4–6, 0–6         |
| Vítězka    | 2. | 2. srpna 2009     | Bad Saulgau, Německo             | antuka    | Ana Jovanovićová      | 6–4, 6–4         |
| Vítězka    | 3. | 7. února 2010     | Sutton, Spojené království       | tvrdý (h) | Mallory Cecilová      | 6–1, 4–6, 6–4    |
| Finalistka | 6. | 1. května 2010    | Brescia, Itálie                  | antuka    | Naomi Cavadayová      | 2–6, 4–6         |
| Vítězka    | 4. | 25. července 2010 | Les Contamines-Montjoie, Francie | tvrdý     | Elica Kostovová       | 7–5, 0–6, 6–4    |
| Vítězka    | 5. | 1. srpna 2010     | Vigo, Španělsko                  | tvrdý     | Katie O´Brienová      | 6–2, 6–0         |
| Finalistka | 7. | 31. října 2010    | Istanbul, Turecko                | tvrdý     | Iryna Brémondová      | 6–3, 1–6, 5–7    |
| Finalistka | 8. | 7. listopadu 2010 | Ismaning, Německo                | tvrdý (h) | Urszula Radwańská     | 5–7, 4–6         |
| Finalistka | 9. | 1. května 2011    | Chiasso, Švýcarsko               | antuka    | Mónica Puigová        | (4)6–7, 5–7      |
| Vítězka    | 6. | 14. srpna 2011    | Bronx, Spojené státy             | tvrdý     | Mona Barthelová       | 7–6(8), 6–3      |
| Vítězka    | 7. | 2. října 2011     | Clermont-Ferrand, Francie        | tvrdý (h) | Tatjana Maleková      | 6–4, 0–6, 7–6(6) |
| Vítězka    | 8. | 9. srpna 2015     | Plzeň, Česko                     | antuka    | Barbora Krejčíková    | 3–6, 6–2, 6–3    |

### Čtyřhra 29 (19–10)
| Stav       | č.  | datum              | turnaj                         | povrch    | spoluhráčka           | soupeřky ve finále                               | výsledek          |
| ---------- | --- | ------------------ | ------------------------------ | --------- | --------------------- | ------------------------------------------------ | ----------------- |
| Vítězka    | 1.  | 19. října 2003     | Plzeň, Česko                   | tvrdý (h) | Tereza Szafnerová     | Lucie Kriegsmannová Pavlína Šlitrová             | 3–6, 6–0, 6–1     |
| Finalistka | 1.  | 26. května 2004    | Elda, Španělsko                | antuka    | Jana Hlaváčková       | Lourdes Domínguezová Linová Frederica Piedadeová | bez boje          |
| Finalistka | 2.  | 9. říjen 2004      | Ciudad Juárez, Mexiko          | antuka    | Jana Hlaváčková       | Maria Fernandaová Alvesová Tiene Carlaová        | 4–6, 0–6          |
| Finalistka | 3.  | 13. května 2005    | Rogaska Slatina, Slovinsko     | tvrdý (h) | Kristina Michalaková  | Zuzana Zálabská Lucie Hradecká                   | 5–7, 0–6          |
| Vítězka    | 2.  | 5. února 2006      | Jersey, Spojené království     | tvrdý (h) | Matea Mezaková        | Katie O'Brienová Melanie Southová                | 6–3, 6–1          |
| Vítězka    | 3.  | 24. června 2006    | Fontanafredda, Itálie          | antuka    | Renata Voráčová       | Daniela Klemenschitsová Sandra Klemenschitsová   | 6–4, 6–4          |
| Vítězka    | 4.  | 11. listopad 2006  | Opole, Polsko                  | tvrdý (h) | Nikola Franková       | Olga Brózdová Natalia Kolatová                   | 7–5, 6–0          |
| Vítězka    | 5.  | 18. listopadu 2006 | Přerov, Česko                  | tvrdý (h) | Nikola Franková       | Eva Hrdinová Stanislava Hrozenská                | 6–2, (5)6–7, 6–3  |
| Vítězka    | 6.  | 14. prosince 2006  | Valašské Meziříčí, Česko       | tvrdý (h) | Nikola Franková       | Olga Brózdová Natalia Kolatová                   | 6–1, 6–2          |
| Finalistka | 4.  | 14. ledna 2007     | Tampa, Spojené státy           | tvrdý (h) | Olga Vymětálková      | Angelika Bachmannová Tetiana Luzhanska           | 5–7, 2–6          |
| Finalistka | 5.  | 5. února 2007      | Sutton, Spojené království     | tvrdý (h) | Katarina Kachlíková   | Claire Curranová Anne Keothavongová              | 6–4, 4–6, 2–6     |
| Vítězka    | 7.  | 24. března 2007    | Tenerife, Španělsko            | tvrdý     | Margit Rüütelová      | Petra Cetkovská Veronika Chvojková               | 2–3skreč          |
| Vítězka    | 8.  | 30. března 2007    | La Palma, Španělsko            | tvrdý     | Petra Cetkovská       | A. Parra Santonjaová Melanie Southová            | 6–3, 6–2          |
| Vítězka    | 9.  | 20. dubna 2007     | Calvia, Španělsko              | antuka    | Petra Cetkovská       | M. J. Martínez Sánchezová A. Parra Santonjaová   | 7–5, 6–4          |
| Finalistka | 6.  | 29. července 2007  | A Coruña, Španělsko            | tvrdý     | Justine Ozgaová       | Marina Erakovicová Melanie Southová              | 1–6, 6–4, 4–6     |
| Vítězka    | 10. | 14. října 2007     | Jersey, Spojené království     | tvrdý (h) | Lucie Hradecká        | Katie O'Brienová Georgie Stoopová                | 6–0, 6–4          |
| Finalistka | 7.  | 10. listopadu 2007 | Ismaning, Německo              | tvrdý     | Lucie Hradecká        | Kristina Barroisová Julia Görgesová              | 6–2, 2–6, [7–10]  |
| Vítězka    | 11. | 14. prosince 2007  | Valašské Meziříčí, Česko       | tvrdý (h) | Lucie Hradecká        | Darija Juraková Ivana Lisjaková                  | 6–2, 6–1          |
| Vítězka    | 12. | 3. února 2008      | Belfort, Francie               | tvrdý (h) | Lucie Hradecká        | M. J. Martínezová Sánchezová Marta Marrerová     | 7–6(8), 6–4       |
| Vítězka    | 13. | 10. února 2008     | Sutton, Spojené království     | tvrdý (h) | Lucie Hradecká        | Johanna Larssonová Anna Smithová                 | 6–3, 6–3          |
| Finalistka | 8.  | 5. dubna 2008      | Hamburk, Německo               | tvrdý (h) | Veronika Chvojková    | Julia Bejgelzimerová Stefanie Vögeleová          | (3)6–7, 2–6       |
| Vítězka    | 14. | 2. listopadu 2008  | Bratislava, Slovensko          | tvrdý (h) | Lucie Hradecká        | Akgul Amanmuradovová Monica Niculescuová         | 7–6(1), 6–1       |
| Vítězka    | 15. | 4. července 2009   | Pozoblanco, Španělsko          | tvrdý     | Olga Savčuková        | Nina Bratčikovová Agnes Szatmariová              | 6–3, 6–3          |
| Vítězka    | 16. | 10. října 2010     | Barnstaple, Spojené království | tvrdý     | Michaëlla Krajiceková | Sandra Klementschitsová Tatjana Maleková         | 7–6(4), 6–2       |
| Vítězka    | 17. | 11. března 2012    | Midland, Spojené státy         | tvrdý (h) | Lucie Hradecká        | Vesna Doloncová Stéphanie Foretzová Gaconová     | 7–6(4), 6–2       |
| Finalistka | 9.  | 27. října 2013     | Joué-lès-Tours, Francie        | tvrdý (h) | Michaëlla Krajiceková | Julie Coinová Ana Vrljićová                      | 3–6, 6–4, [13–15] |
| Vítězka    | 18. | 27. října 2013     | Saguenay, Kanada               | tvrdý (h) | Marta Domachowská     | Victoria Duvalová Françoise Abandová             | 7–5, 6–3          |
| Finalistka | 10. | 18. května 2014    | Praha, Česko                   | antuka    | Lucie Šafářová        | Michaëlla Krajiceková Lucie Hradecká             | 3–6, 2–6          |
| Vítězka    | 19. | 26. října 2014     | Poitiers, Francie              | tvrdý (h) | Lucie Hradecká        | Katarzyna Piterová Maryna Zanevská               | 6–1, 7–5          |

## Chronologie výsledků čtyřhry na Grand Slamu
| Turnaj          | 2007    | 2008    | 2009    | 2010    | 2011    | 2012 | 2013    | 2014    | 2015    | 2016    | 2017    | 2018    | V–P    |
| --------------- | ------- | ------- | ------- | ------- | ------- | ---- | ------- | ------- | ------- | ------- | ------- | ------- | ------ |
| Australian Open | A       | A       | 2. kolo | 3. kolo | 2. kolo | SF   | 2. kolo | ČF      | 3. kolo | F       | F       | ČF      | 27–10  |
| French Open     | A       | A       | 2. kolo | 3. kolo | Vítěz   | SF   | SF      | 1. kolo | SF      | ČF      | 2. kolo | SF      | 28–9   |
| Wimbledon       | 2. kolo | 1. kolo | 1. kolo | 2. kolo | 1. kolo | F    | ČF      | ČF      | 2. kolo | 3. kolo | 3. kolo | 3. kolo | 21–12  |
| US Open         | A       | A       | 2. kolo | 1. kolo | ČF      | F    | Vítěz   | ČF      | 3. kolo | 3. kolo | ČF      | 3. kolo | 27–9   |
| výhry–prohry    | 1–1     | 0–1     | 3–4     | 5–4     | 9–3     | 18–4 | 14–3    | 10–4    | 9–4     | 12–4    | 11–4    | 11–4    | 103–40 |

| Legenda | Legenda                                   | Legenda | Legenda                     |
| ------- | ----------------------------------------- | ------- | --------------------------- |
| SR      | poměr vyhraných turnajů ku všem odehraným | W–L V–P | výhry–prohry                |
| NH      | daný rok se turnaj nekonal                | A       | turnaje se hráč nezúčastnil |
| 1Q / LQ | prohra v (kole) kvalifikace               | 1k / 1R | prohra v daném kole turnaje |
| QF / ČF | prohra ve čtvrtfinále                     | SF      | prohra v semifinále         |
| F       | prohra ve finále                          | Vítěz   | vítězství v turnaji         |

## Postavení na konečném žebříčku WTA

### Dvouhra
| Rok    | 2003 | 2004   | 2005   | 2006   | 2007   | 2008   | 2009   | 2010   | 2011   | 2012  | 2013   | 2014   | 2015   | 2016   | 2017   | 2018   |
| Pořadí | 686. | ▲ 443. | ▲ 341. | ▲ 226. | ▼ 238. | ▲ 227. | ▲ 158. | ▲ 106. | ▼ 112. | ▲ 65. | ▼ 134. | ▼ 169. | ▲ 155. | ▼ 274. | ▼ 473. | ▼ 721. |

### Čtyřhra
| Rok    | 2004 | 2005   | 2006   | 2007  | 2008  | 2009  | 2010  | 2011  | 2012 | 2013  | 2014  | 2015  | 2016 | 2017 | 2018 |
| Pořadí | 256. | ▼ 543. | ▲ 236. | ▲ 99. | ▲ 71. | ▲ 59. | ▲ 45. | ▲ 14. | ▲ 3. | ▼ 11. | ▼ 15. | ▼ 20. | ▲ 9. | ▲ 5. | ▼ 9. |